# 레베카 래티머 펠튼
레베카 앤 래티머 펠튼(영어: Rebecca Ann Latimer Felton, 1835년 6월 10일 ~ 1930년 1월 24일)는 미국의 정치인이다.
조지아의 농장주 계급 출신으로, 여성참정권과 교육개혁 운동에 힘썼다. 남편 윌리엄 해럴 펠튼은 조지아주 하원의원, 미합중국 연방하원의원을 역임했으며 레베카 펠튼은 남편의 선거운동에 적극적으로 조력했다.
레베카 펠튼은 진보시대의 주요한 여성주의 정치인으로서 미국의 제1물결 여성주의를 대표했다. 펠튼은 금주법부터 여성의 교육권, 동일노동 동일임금, 백인 여성을 지키기 위한 흑인 린치 옹호에 이르기까지 당대의 거의 모든 여성의제를 횡단하며 활동했다.
펠튼은 당시 조지아주 여성계를 대표하는 중요 인물이었기에 만년인 87세에 상징적인 의미로 단 하루동안이지만 상원의원으로 재임했다. 이로써 미국 최초의 여성 연방상원의원이자 마지막 노예주 출신 의원이 되었다. 이로부터 7년 뒤인 1930년 사망했다. 향년 93세.